# Communauté de communes de la région du Lion-d'Angers
La communauté de communes de la région du Lion-d'Angers est une ancienne communauté de communes française située dans le département de Maine-et-Loire et la région Pays de la Loire.
Elle se situait dans le Segréen et faisait partie du syndicat mixte Pays de l'Anjou bleu, Pays segréen.

## Historique
Un syndicat intercommunal à vocations multiples (SIVOM) est créé en 1966, comprenant alors dix communes : Andigné, Brain-sur-Longuenée, Champteussé-sur-Baconne, Gené, Grez-Neuville, Le Lion-d'Angers, Montreuil-sur-Maine, Pruillé, Sceaux-d'Anjou et Vern-d'Anjou. Il s'agrandit l'année suivante avec les communes de Chambellay, Chenillé-Changé, La Jaille-Yvon et Thorigné-d'Anjou.
En 1994, le SIVOM se transforme en communauté de communes du Lion d'Angers.
L'intercommunalité modifie ses statuts en 2005.
L'intercommunalité compte quatorze communes au début des années 2010 : Andigné, Brain-sur-Longuenée, Chambellay, Champteussé-sur-Baconne, Chenillé-Changé, Gené, Grez-Neuville, La Jaille-Yvon, Le Lion-d'Angers, Montreuil-sur-Maine, Pruillé, Sceaux-d'Anjou, Thorigné-d'Anjou et Vern-d'Anjou.
En 2015, un projet de fusion naît entre l'intercommunalité et celle du Haut-Anjou. La même année, le 20 décembre 2015, la commune de Pruillé se retire de la communauté de communes de la région du Lion-d'Angers. Le 1er janvier 2016, les communes d'Andigné et du Lion d'Angers se regroupent pour former la commune nouvelle du Lion d'Angers. De même, les communes de Brain-sur-Longuenée, Gené, Vern-d'Anjou s'unissent avec la commune de La Pouëze pour former la commune nouvelle d'Erdre-en-Anjou. Et les communes de Champteussé-sur-Baconne et Chenillé-Changé pour former Chenillé-Champteussé.
Le schéma départemental de coopération intercommunale de Maine-et-Loire, approuvé le 22 janvier 2016 par la commission départementale de coopération intercommunale, envisage la fusion de la communauté de communes de la région du Lion-d'Angers avec la communauté de communes du Haut-Anjou et la communauté de communes Ouest-Anjou à partir du 1er janvier 2017. Celle-ci est effective au 1er janvier 2017 pour constituer la Communauté de communes des Vallées du Haut-Anjou.

## Territoire communautaire

### Composition
La communauté de communes de la région du Lion d'Angers regroupe neuf communes, :
| Nom                      | Code Insee | Gentilé         | Superficie (km2) | Population (dernière pop. légale) | Densité (hab./km2) |
| ------------------------ | ---------- | --------------- | ---------------- | --------------------------------- | ------------------ |
| Le Lion-d'Angers (siège) | 49176      | Lionnais        | 47,74            | 4 665 (2014)                      | 98                 |
| Chambellay               | 49064      | Cambolitains    | 12,86            | 368 (2014)                        | 29                 |
| Chenillé-Champteussé     | 49067      |                 | 16,78            | 361 (2014)                        | 22                 |
| Erdre-en-Anjou           | 49367      |                 | 89,94            | 5 691 (2014)                      | 63                 |
| Grez-Neuville            | 49155      | Grez-Neuvillois | 26,90            | 1 461 (2014)                      | 54                 |
| La Jaille-Yvon           | 49161      | Jaonnais        | 12,55            | 314 (2014)                        | 25                 |
| Montreuil-sur-Maine      | 49217      | Montreuillais   | 11,13            | 713 (2014)                        | 64                 |
| Sceaux-d'Anjou           | 49330      | Salciens        | 17,18            | 1 151 (2014)                      | 67                 |
| Thorigné-d'Anjou         | 49344      | Thorignéens     | 16,45            | 1 199 (2014)                      | 73                 |

### Démographie
| 1994 | 1997 | 2000 | 2003 | 2006   | 2009   | 2012   | 2013   | 2015 |
| ---- | ---- | ---- | ---- | ------ | ------ | ------ | ------ | ---- |
| -    | -    | -    | -    | 12 436 | 13 320 | 14 161 | 14 227 | -    |

### Logement
On comptait en 2009, sur le territoire de la communauté de communes, 5 604 logements, pour un total sur le département de 360 144. 89 % étaient des résidences principales, et 68 % des ménages en étaient propriétaires.

### Revenus
En 2010, le revenu fiscal médian par ménage sur la communauté de communes était de 17 704 €, pour une moyenne sur le département de 17 632 €.

### Économie
Sur 1 034 établissements présents sur l'intercommunalité à fin 2010, 30 % relevaient du secteur de l'agriculture (pour 17 % sur l'ensemble du département), 6 % relevaient du secteur de l'industrie, 10 % du secteur de la construction, 41 % du secteur du commerce et des services (pour 53 % sur le département) et 14 % de celui de l'administration et de la santé.

## Administration

### Siège
Le siège de la communauté de communes est situé au Lion d'Angers.

### Les élus
Le conseil communautaire de la communauté de communes de la région du Lion d'Angers se compose de 31 membres.
Ils sont répartis comme suit :
| Nombre de délégués | Communes                                         |
| ------------------ | ------------------------------------------------ |
| 1                  | Chambellay, Chenillé-Champteussé, La Jaille-Yvon |
| 2                  | Montreuil-sur-Maine, Sceaux-d'Anjou, Thorigné    |
| 3                  | Grez-Neuville                                    |
| 8                  | Le Lion-d'Angers                                 |
| 11                 | Erdre-en-Anjou                                   |

### Présidence
| Période                                    | Période | Identité              | Étiquette | Qualité                                        |
| ------------------------------------------ | ------- | --------------------- | --------- | ---------------------------------------------- |
| Syndicat intercommunal à vocation multiple |         |                       |           |                                                |
| Les données manquantes sont à compléter.   |         |                       |           |                                                |
|                                            | 1993    | Fernand Hubert        |           | Maire du Lion-d'Angers (1965 → 1983)           |
| Communauté de communes                     |         |                       |           |                                                |
| 1994                                       | 1995    | Fernand Hubert        |           | Ancien maire du Lion-d'Angers (1965 → 1983)    |
| 1995                                       | 2001    | Michel Poisson        | SE        | Maire de Thorigné-d'Anjou (1989 → 2008)        |
| 2001                                       | 2008    | Bernard Deumié        | DVD       | Maire de Chambellay (2001 → 2008)              |
| 2008                                       | 2014    | Jean-Marie Laurenceau | UMP       | Maire de Champteussé-sur-Baconne (1977 → 2008) |
| 2014                                       | 2016    | Étienne Glémot        | DVD       | Maire du Lion-d'Angers (2008 → 2015)           |

### Compétences
- Les compétences obligatoires sont

- l'aménagement de l'espace,
- le développement économique,
- la création, l'aménagement et l'entretien de la voirie d'intérêt communautaire,
- l'élimination et la valorisation des déchets des ménages et des déchets assimilés.
- Les compétences facultatives sont

- la protection et la mise en valeur de l'environnement,
- l'assainissement non collectif,
- dans le domaine social, la halte garderie, le service Vivre son âge, la coordination des actions enfance et jeunesse,
- l'entretien des chemins ruraux,
- dans le domaine de la culture, la participation financière à l'école de musique de Pays, l'animation des bibliothèques communales.